# Сильвестр Ілунга
Сильвестр Ілунга Ілукамба (фр. Sylvestre Ilunga Ilukamba нар. 1947, Катанга, Бельгійське Конго) — конголезький політик, прем'єр-міністр Демократичної Республіки Конго 20 травня 2019 року — 15 лютого 2021. Розпочав політичну кар'єру з 1970-х років, обіймав низку міністерських посад, а раніше був професором університету Кіншаси з 1979 року. Ілунга також був генеральним секретарем національної залізничної компанії Конго. Має репутацію досвідченого державного службовця та технократа, а також прибічник колишнього президента Жозефа Кабіли.